# 123647 Tomáško
(123647) Tomáško, denumire internațională (123647) Tomasko, este un asteroid din centura principală de asteroizi.

## Descriere
123647 Tomáško este un asteroid din centura principală de asteroizi. A fost descoperit pe 31 decembrie 2000 la Observatorul din Ondřejov de Peter Kušnirák și U. Babiakova. Asteroidul prezintă o orbită caracterizată de o semiaxă mare de 2,72 ua, o excentricitate de 0,05 și o înclinație de 6,1° în raport cu ecliptica.